# 腺房細胞癌
腺房細胞癌（せんぼうさいぼうがん、英語: Acinic cell carcinoma）は唾液腺腫瘍の一つ。比較的まれな腫瘍。耳下腺で発生することが多い。緩慢な成長をし、時に疼痛や圧痛を持つこともある。1972年のWHO分類では腺房細胞腫とされていたが、高分化で良性に見える病理組織でも再発・転移が見られ、1991年の分類から現在の名称となる。漿液腺房細胞に類似した性状が特徴である。
膵臓においても発生する。膵臓の腺房細胞癌の形は膵外分泌癌のまれな亜型である。膵外分泌癌は膵内分泌腫瘍と比べると膵癌においては一般的なものである。
腺房細胞癌は耳下腺で最も良く発生し、そのほか、顎下腺や他の唾液腺において発生するが、原発が咽頭傍間隙や舌下腺に発生することはまれである。

## 発生
腺房細胞癌はすべての年代で発生するが、52歳前後において、他の唾液腺腫瘍より多く発生する。小児での発生も比較的一般的である。

## 治療法
出典
- 様々な種類の外科手術。通常術後放射線治療を併用する。
- 中性子線を用いた放射線治療
- 放射線治療
- 化学療法

## 予後
他の唾液腺悪性腫瘍よりは比較的良いが5年生存率で76%から89%、15年から20年生存率で55%まで低下する。